# Cosmina undulata
Cosmina undulata är en tvåvingeart som beskrevs av Malloch 1926. Cosmina undulata ingår i släktet Cosmina och familjen Rhiniidae. Inga underarter finns listade i Catalogue of Life.